# Áurea
Áurea este un oraș în Rio Grande do Sul (RS), Brazilia. 